# Pseudophilautus hankeni
Pseudophilautus hankeni é uma espécie de anfíbio anuro da família Rhacophoridae. Está presente no Sri Lanka. A UICN classificou-a como extinta.